# Casa del Deán Payarinos
La casa del Deán Payarinos se encuentra en la plaza de la Corrada del Obispo en la localidad asturiana de Oviedo (España). Es la actual sede del Conservatorio Superior de Música Eduardo Martínez Torner.

## Descripción
El nombre de la casa proviene del canónigo Benigno Rodríguez Pajares quien mandó construir esta casa en 1900, siendo diseñada por el prestigioso arquitecto local Juan Miguel de la Guardia.
Es de estilo ecléctico con aires neoclásicos. Tiene dos plantas, destacando en la primera planta los miradores laterales de madera y los frontones sobre los vanos. Entre 1984 y 1986 se construye un gran cuerpo cúbico anexo en el jardín oeste, que da a la calle Paraíso. Así mismo se demolió el interior del edificio y se restructuró, respetando la fachada. El aumento de superficie permitió instalar el Conservatorio Superior de Música Eduardo Martínez Torner, actuando la Casa del Deán Payarinos como su acceso principal.